# Kuranda madagana
Kuranda madagana är en insektsart som beskrevs av Van Stalle 1986. Kuranda madagana ingår i släktet Kuranda och familjen Derbidae. Inga underarter finns listade i Catalogue of Life.